# Heddenberget
Heddenberget är ett berg i Antarktis. Det ligger i Östantarktis. Norge gör anspråk på området. Toppen på Heddenberget är 1 540 meter över havet, eller 111 meter över den omgivande terrängen. Bredden vid basen är 2,5 km.
Terrängen runt Heddenberget är varierad. Trakten är obefolkad. Det finns inga samhällen i närheten. 